# 前谷村 (岐阜県)
前谷村（まえだにむら）は、かつて岐阜県郡上郡に存在した村である。
現在の郡上市白鳥町前谷に該当する。

## 歴史
- 1889年（明治22年）7月1日 - 町村制により前谷村が発足。
- 1897年（明治30年）4月1日 - 長滝村、歩岐島村、二日町村、向小駄良村と合併し、北濃村が発足。同日前谷村は廃止。

## 教育
- 歩岐島尋常小学校前谷分校（1908年、二日町尋常小学校と歩岐島尋常小学校を統合したさいに廃校。）